# Вінсент Кенбі
Вінсент Кенбі (англ. Vincent Canby; 27 липня 1924— 15 жовтня 2000) — американський кіно- та театральний критик, який працював головним кінокритиком «Нью-Йорк таймс» з 1969 року до початку 1990-х років, потім її головним театральним критиком з 1994 року до своєї смерті у 2000 році. За час роботи там переглянув понад тисячу фільмів.

## Ранні роки
Кенбі народився в Чикаго, в сім'ї Кетрін Енн (уроджена Вінсент) і Ллойда Кенбі. Він відвідував школу-інтернат у Крайстчерчі, штат Вірджинія, разом з романістом Вільямом Стайроном, вони потоваришували. Він познайомив Стайрона з творами Е. Б. Вайта та Ернеста Хемінгуея; вони вдвох поїхали автостопом до Ричмонда, щоб купити «По кому подзвін».
13 жовтня 1942 року він став енсином у резерві ВМС США та 15 липня 1944 року ступив на борт LST 679. Він отримав звання молодшого лейтенанта 1 січня 1946 року під час плавання на LST 679 поблизу Японії. Після війни він відвідував Дартмутський коледж, але не закінчив його.

## Кар'єра
Свою першу роботу журналістом він отримав у 1948 році у «Чикаго джорнал оф коммерс». У 1951 році він виїхав із Чикаго до Нью-Йорка і шість років працював кінокритиком у «Вараєті», а потім влаштувався у «Нью-Йорк таймс». У лютому 1969 року він замінив Ренату Адлер на посаді кінокритика у «Нью-Йорк таймс».
Кенбі був гарячим прихильником лише певних стилів режисерів, зокрема Стенлі Кубрика, Спайка Лі, Джейн Кемпіон, Майка Лі, Райнера Вернера Фассбіндера, Джеймса Айворі та Вуді Аллена, який назвав захоплену рецензію Кенбі на «Бери гроші та тікай» як вирішальний момент у своїй кар'єрі. З іншого боку, Кенбі дуже критично ставився до деяких фільмів, які отримали визнання, як-от «Роккі», «Зоряні війни: Імперія завдає удару у відповідь», «Зоряні війни: Повернення джедая», «Ніч живих мерців», «Після роботи», «Блискучі сідла», «Різдвяна історія», «Свідок», «Маска», «Природний дар», «Людина дощу», «Екзорцист», «Пролітаючи над гніздом зозулі», «Звільнення», «Хрещений батько 2», «Чужий» і «Щось». Серед найвідоміших текстів Кенбі була вкрай негативна рецензія на фільм Майкла Чіміно «Небесні ворота».
У грудні 1994 року Кенбі змінив на посаді головного кінокритика Джанет Маслін, і він переключив свою увагу з кіно на театр, отримавши прізвисько недільного театрального критика.
Кенбі також іноді був драматургом і прозаїком, написавши романи «Житлові квартали» (1975) і «Неприродні краєвиди» (1979), а також п'єси «Кінець війни» (1978), «Зрештою» (1981) і «Старий прапор» (1984), драма дія якої відбувається під час громадянської війни в США.
Кар'єру Вінсента Кенбі обговорюють у фільмі «За любов до кіно: Історія американської кінокритики» сучасні критики, як-от Стюарт Клаванс із «Нейшн», який розповідає про вплив Кенбі.

## Особисте життя
Кенбі ніколи не був одружений, але протягом багатьох років був компаньйоном англійської письменниці Пенелопи Гілліатт, яка померла у 1993 році. Він помер 15 жовтня 2000 року від раку у Нью-Йорку. Майже через три роки, у зв'язку зі смертю Боба Гоупа, ім'я покійного Кенбі з'явилося на сторінці «Нью-Йорк таймс». Кенбі написав більшу частину некролога Гоупу кілька років тому.